# حمام النقيب
حمّام النقيب  من حمامات بغداد العامة  القديمة بجانب الرصافة من بغداد   ويقع في شارع المستنصر .
وهناك حمام آخر في الكاظمية يحمل اسم حمام النقيب يقع في أواسط شارع الشريف الرضي الحالي. وليس لدينا معلومات ان كانا يعودان لشخص واحد ام لا.